# カノヤザクラ
カノヤザクラ（欧字名:Kanoya Zakura、2004年3月31日 - 2010年7月18日）は日本の競走馬。主な勝ち鞍に2008年のセントウルステークス、アイビスサマーダッシュ、2009年のアイビスサマーダッシュ。
2008年、2009年のサマースプリントシリーズに2年連続で優勝している。

## 生涯

### 当歳 - 2歳時
2004年3月31日、北海道沙流郡門別町の浜本牧場にて生誕。後に橋口弘次郎厩舎へ入厩する。
2006年10月1日、第3回中京競馬8日目第5競走の2歳新馬戦で、上村洋行の騎乗によりデビューし、1着になった。続くかえで賞（500万下条件）に安藤勝己騎乗で出走。1番人気に支持されてのレースで連勝した。その後、ファンタジーステークス、フェアリーステークスと重賞競走に出走した。

### 3歳
2007年、3歳になっての初戦は3月10日の第21回ファルコンステークスであった。このレースで2着に入り、賞金を加算すると、4月8日の第67回桜花賞に挑戦したが、ダイワスカーレットの9着と敗れた。その後は葵ステークスで勝利を挙げたが、北九州記念では5着、セントウルステークスでは2着、京阪杯では3着と好走したものの重賞では勝てないという状況が続き、尾張ステークスでは1番人気に推されたものの4着に敗れた。

### 4歳
2008年、4歳になり、淀短距離ステークス、テレビ愛知オープン、そして重賞のCBC賞を走ったが、成績は振るわなかった。7月20日、2歳時のファンタジーS以来となる小牧太の手綱で新潟競馬場の直線1,000m重賞のアイビスサマーダッシュに出走。54秒2の好タイムで重賞初制覇を果たした。9月14日、前年2着だったセントウルステークスに再び小牧の騎乗で出走すると、好位キープから直線で抜け出し、2着のシンボリグランに1馬身4分の1の差をつけて勝利し、サマースプリントシリーズに優勝した。小牧は「強かったですね。好スタートを切りましたが、周りを見ながら落ち着いてレースをすることが出来ました。この馬はサマースプリントシリーズ優勝ができ、ほっとしています」と語った。その後、 10月5日のスプリンターズステークスに出走したが同厩舎のスリープレスナイトの前に7着に敗れると、次走のスワンステークスでも9着に敗れた。

### 5歳

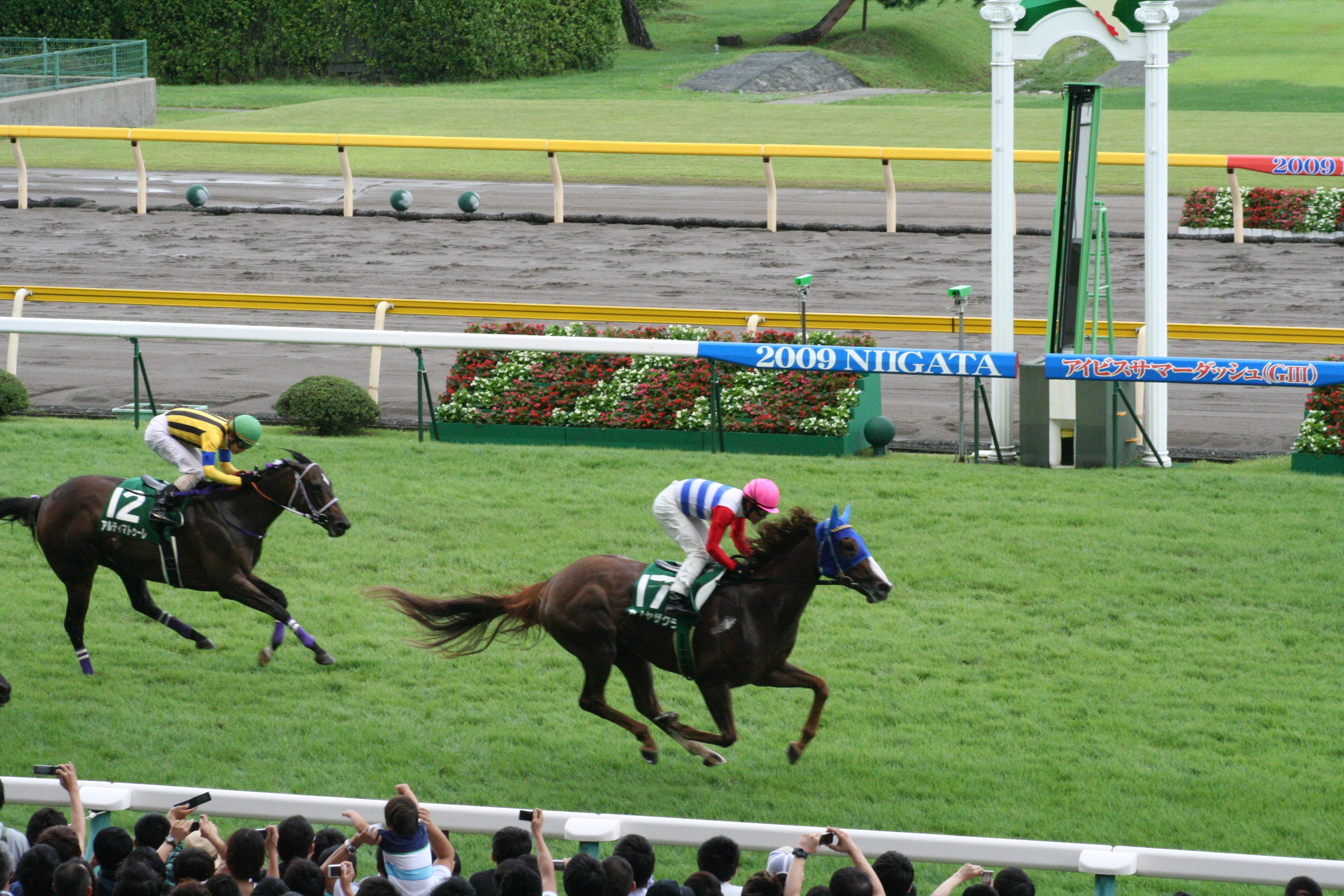
アイビスサマーダッシュ（2009年7月19日）

2009年、5歳の初戦として6月14日のCBC賞に出走、中団からレースを進めたが、直線では全く伸びず11着と大敗した。しかし、アイビスサマーダッシュで史上初の連覇を達成すると、続く北九州記念ではサンダルフォンの3着に入った。その後、連覇がかかったセントウルステークスには2番人気で出走し、アルティマトゥーレの4着に敗れはしたものの、2年連続でサマースプリントシリーズの王者に輝いた。次走のスプリンターズステークスでは後方から追い込んでローレルゲレイロの3着となった。

### 6歳
2010年、6歳になっての初戦は3月28日の高松宮記念に出走したが、終始後方のまま見せ場なくキンシャサノキセキの15着と大敗した。続く阪神牝馬ステークスでは10番人気と低評価だったが、アイアムカミノマゴの3着と好走し波乱を演出した。6月13日のCBC賞では先団追走も直線で一杯になりヘッドライナーの10着に敗れた。

#### 予後不良
7月18日、3連覇のかかったアイビスサマーダッシュに出走した。好スタートも伸びきれず、ゴール直前で小牧騎手が馬を止める動きを見せ、ケイティラブの10着で入線後下馬。左第1指関節脱臼と診断され、予後不良となった。小牧は「重量（57キロ）を背負っているせいでエンジンのかかりが悪かったが、残り150メートルあたりからグイグイ脚を伸ばしてくれたので、楽に掲示板はあるなと思っていた。かわいそうなことをした」と語った。

## 競走成績
| 年月日 | 年月日 | 年月日 | 競馬場 | 競走名          | 格      | 頭 数 | オッズ （人気） | オッズ （人気） | 着順 | 騎手     | 斤量 | 距離（馬場） | タイム （上り3F） | タイム 差 | 勝ち馬/（2着馬）     |
| 2006   | 10.    | 1      | 中京   | 2歳新馬         |         | 12    | 002.3           | 0（1人）        | 01着 | 上村洋行 | 54   | 1200m（良）  | 1:10.1 (35.1)     | -0.8      | （ブループレミアム） |
|        | 10.    | 22     | 京都   | かえで賞        | 500万下 | 11    | 002.1           | 0（1人）        | 01着 | 安藤勝己 | 54   | 1400m（良）  | 1:20.8 (35.2)     | -0.0      | （ゼットカーク）     |
|        | 11.    | 5      | 京都   | ファンタジーS   | JpnIII  | 14    | 005.6           | 0（4人）        | 06着 | 小牧太   | 54   | 1400m（良）  | 1:21.4 (34.0)     | 1.1       | アストンマーチャン   |
|        | 12.    | 17     | 中山   | フェアリーS     | JpnIII  | 16    | 004.4           | 0（3人）        | 05着 | 上村洋行 | 54   | 1200m（良）  | 1:09.7 (36.1)     | 0.3       | アポロティアラ       |
| 2007   | 3.     | 10     | 中京   | ファルコンS     | JpnIII  | 16    | 013.3           | 0（5人）        | 02着 | 上村洋行 | 54   | 1200m（良）  | 1:08.3 (34.7)     | 0.3       | アドマイヤホクト     |
|        | 4.     | 8      | 阪神   | 桜花賞          | JpnI    | 18    | 151.9           | （12人）        | 09着 | 上村洋行 | 55   | 1600m（良）  | 1:35.0 (34.5)     | 1.3       | ダイワスカーレット   |
|        | 5.     | 12     | 京都   | 葵S             | OP      | 12    | 004.0           | 0（1人）        | 01着 | 上村洋行 | 55   | 1400m（良）  | 1:22.6 (34.5)     | -0.0      | （アドマイヤヘッド） |
|        | 8.     | 12     | 小倉   | 北九州記念      | JpnIII  | 16    | 011.0           | 0（3人）        | 05着 | 上村洋行 | 50   | 1200m（良）  | 1:08.0 (35.5)     | 0.3       | キョウワロアリング   |
|        | 9.     | 9      | 阪神   | セントウルS     | GII     | 16    | 016.3           | 0（7人）        | 02着 | 上村洋行 | 53   | 1200m（良）  | 1:07.9 (33.9)     | 0.8       | サンアディユ         |
|        | 11.    | 23     | 京都   | 京阪杯          | GIII    | 18    | 007.7           | 0（2人）        | 03着 | 上村洋行 | 53   | 1200m（良）  | 1:08.0 (33.6)     | 0.1       | サンアディユ         |
|        | 12.    | 23     | 中京   | 尾張S           | OP      | 16    | 002.9           | 0（1人）        | 04着 | 上村洋行 | 54   | 1200m（重）  | 1:09.1 (34.5)     | 0.2       | トーセンザオー       |
| 2008   | 1.     | 19     | 京都   | 淀短距離S       | OP      | 15    | 003.5           | 0（1人）        | 05着 | 上村洋行 | 54   | 1200m（良）  | 1:09.4 (33.9)     | 0.3       | ファイングレイン     |
|        | 5.     | 24     | 中京   | テレビ愛知OP    | OP      | 16    | 004.0           | 0（2人）        | 12着 | 藤岡佑介 | 55   | 1200m（良）  | 1:08.2 (33.6)     | 0.7       | トウショウカレッジ   |
|        | 6.     | 15     | 中京   | CBC賞           | GIII    | 18    | 008.0           | 0（5人）        | 05着 | 藤岡佑介 | 54   | 1200m（良）  | 1:08.4 (33.6)     | 0.4       | スリープレスナイト   |
|        | 7.     | 20     | 新潟   | アイビスSD      | JpnIII  | 18    | 005.4           | 0（2人）        | 01着 | 小牧太   | 54   | 1000m（良）  | 0:54.2 (32.2)     | -0.1      | （シンボリグラン）   |
|        | 9.     | 14     | 阪神   | セントウルS     | GII     | 16    | 007.6           | 0（3人）        | 01着 | 小牧太   | 55   | 1200m（良）  | 1:07.3 (33.2)     | -0.2      | （シンボリグラン）   |
|        | 10.    | 5      | 中山   | スプリンターズS | GI      | 16    | 008.8           | 0（5人）        | 07着 | 小牧太   | 55   | 1200m（良）  | 1:08.4 (33.8)     | 0.4       | スリープレスナイト   |
|        | 11.    | 1      | 京都   | スワンS         | GII     | 16    | 011.0           | 0（6人）        | 09着 | 小牧太   | 56   | 1400m（良）  | 1:20.6 (34.3)     | 0.7       | マイネルレーニア     |
| 2009   | 6.     | 14     | 中京   | CBC賞           | GIII    | 17    | 009.0           | 0（7人）        | 11着 | 武幸四郎 | 55.5 | 1200m（良）  | 1:08.7 (34.2)     | 0.7       | プレミアムボックス   |
|        | 7.     | 19     | 新潟   | アイビスSD      | GIII    | 18    | 007.5           | 0（3人）        | 01着 | 小牧太   | 55   | 1000m（重）  | 0:56.2 (34.0)     | -0.2      | （アポロドルチェ）   |
|        | 8.     | 16     | 小倉   | 北九州記念      | GIII    | 16    | 003.4           | 0（1人）        | 03着 | 小牧太   | 56   | 1200m（良）  | 1:07.8 (34.7)     | 0.3       | サンダルフォン       |
|        | 9.     | 13     | 阪神   | セントウルS     | GII     | 15    | 003.4           | 0（2人）        | 04着 | 小牧太   | 56   | 1200m（良）  | 1:08.3 (33.9)     | 0.5       | アルティマトゥーレ   |
|        | 10.    | 4      | 中山   | スプリンターズS | GI      | 16    | 020.0           | 0（8人）        | 03着 | 小牧太   | 55   | 1200m（良）  | 1:07.7 (33.8)     | 0.2       | ローレルゲレイロ     |
| 2010   | 3.     | 28     | 中京   | 高松宮記念      | GI      | 18    | 043.8           | （12人）        | 15着 | 小牧太   | 55   | 1200m（良）  | 1:09.4 (35.0)     | 0.8       | キンシャサノキセキ   |
|        | 4.     | 10     | 阪神   | 阪神牝馬S       | GII     | 18    | 025.1           | （10人）        | 03着 | 小牧太   | 55   | 1400m（良）  | 1:20.6 (34.4)     | 0.4       | アイアムカミノマゴ   |
|        | 6.     | 13     | 京都   | CBC賞           | GIII    | 18    | 011.0           | 0（6人）        | 10着 | 小牧太   | 56   | 1200m（稍）  | 1:10.2 (35.6)     | 1.3       | ヘッドライナー       |
|        | 7.     | 18     | 新潟   | アイビスSD      | GIII    | 18    | 006.6           | 0（2人）        | 10着 | 小牧太   | 57   | 1000m（良）  | 0:54.3 (32.3)     | 0.4       | ケイティラブ         |

## 血統表
| カノヤザクラの血統テスコボーイ系 / Northern Dancer4×4=12.50% | カノヤザクラの血統テスコボーイ系 / Northern Dancer4×4=12.50% | カノヤザクラの血統テスコボーイ系 / Northern Dancer4×4=12.50% | （血統表の出典）        | （血統表の出典） |
| 父 サクラバクシンオー 1989 栗毛                              | 父の父サクラユタカオー 1982 栗毛                             | *テスコボーイ                                                | Princely Gift           | Princely Gift    |
| 父 サクラバクシンオー 1989 栗毛                              | 父の父サクラユタカオー 1982 栗毛                             | *テスコボーイ                                                | Suncourt                |                  |
| 父 サクラバクシンオー 1989 栗毛                              | 父の父サクラユタカオー 1982 栗毛                             | アンジェリカ                                                 | *ネヴァービート         | *ネヴァービート  |
| 父 サクラバクシンオー 1989 栗毛                              | 父の父サクラユタカオー 1982 栗毛                             | アンジェリカ                                                 | スターハイネス          |                  |
| 父 サクラバクシンオー 1989 栗毛                              | 父の母サクラハゴロモ 1984 鹿毛                               | *ノーザンテースト                                            | Northern Dancer         | Northern Dancer  |
| 父 サクラバクシンオー 1989 栗毛                              | 父の母サクラハゴロモ 1984 鹿毛                               | *ノーザンテースト                                            | Lady Victoria           |                  |
| 父 サクラバクシンオー 1989 栗毛                              | 父の母サクラハゴロモ 1984 鹿毛                               | *クリアアンバー                                              | Ambiopoise              | Ambiopoise       |
| 父 サクラバクシンオー 1989 栗毛                              | 父の母サクラハゴロモ 1984 鹿毛                               | *クリアアンバー                                              | One Clear Call          |                  |
| 母 *ウッドマンズシック Woodmans Chic 1994 鹿毛               | 母の父ウッドマン Woodman 1983 栗毛                           | Mr. Prospector                                               | Raise a Native          | Raise a Native   |
| 母 *ウッドマンズシック Woodmans Chic 1994 鹿毛               | 母の父ウッドマン Woodman 1983 栗毛                           | Mr. Prospector                                               | Gold Digger             |                  |
| 母 *ウッドマンズシック Woodmans Chic 1994 鹿毛               | 母の父ウッドマン Woodman 1983 栗毛                           | *プレイメイト                                                | Buckpasser              | Buckpasser       |
| 母 *ウッドマンズシック Woodmans Chic 1994 鹿毛               | 母の父ウッドマン Woodman 1983 栗毛                           | *プレイメイト                                                | Intriguing              |                  |
| 母 *ウッドマンズシック Woodmans Chic 1994 鹿毛               | 母の母*ラディカルチック Radical Chic 1988 黒鹿毛             | Sadler's Wells                                               | Northern Dancer         | Northern Dancer  |
| 母 *ウッドマンズシック Woodmans Chic 1994 鹿毛               | 母の母*ラディカルチック Radical Chic 1988 黒鹿毛             | Sadler's Wells                                               | Fairy Bridge            |                  |
| 母 *ウッドマンズシック Woodmans Chic 1994 鹿毛               | 母の母*ラディカルチック Radical Chic 1988 黒鹿毛             | Santa Roseanna                                               | Caracol                 | Caracol          |
| 母 *ウッドマンズシック Woodmans Chic 1994 鹿毛               | 母の母*ラディカルチック Radical Chic 1988 黒鹿毛             | Santa Roseanna                                               | Santa Vittoria F-No.9-h |                  |

半姉に、2002年のセントウルステークス2着のパイアンがいる。